# Miguel Ángel Gutiérrez
Miguel Ángel Gutiérrez (19 novembre 1956) è un ex calciatore peruviano, di ruolo difensore.

## Carriera
Con la Nazionale peruviana ha preso parte ai Mondiali 1982.